# رزية صرودية
رزية جبلية (الاسم العلمي: Oryzopsis alpestris) هي نوع نباتي يتبع جنس الرزية من فصيلة النجيلية.